# 斎藤光雄
斎藤 光雄（さいとう みつお、1926年8月25日 - 2010年8月4日）は、日本の経済学者。神戸大学名誉教授。専門は計量経済学、経済統計学。経済学博士（大阪大学、1975年）（学位論文「一般均衡と価格」）。大阪府大阪市南区出身。

## 略歴
1926年8月25日 大阪市南区の商家の四男として生まれる。

### 学歴
1947年3月 浪速高等学校高等科文化甲類卒業
1951年3月 京都大学経済学部卒業
1959年3月 大阪大学大学院経済学研究科経済政策専攻修士課程修了

### 職歴
1959年7月 大阪大学助手（経済学部付属社会経済研究施設）
1964年3月 大阪大学助教授（経済学部付属社会経済研究施設）
1970年2月 大阪大学教授（社会経済研究所）
1971年2月 神戸大学教授（経済学部）
1990年3月 神戸大学を定年により退官
1990年3月 神戸大学名誉教授
1990年4月 帝塚山大学教授（経済学部）

### 学外における役職
1991年4月 理論・計量経済学会（現日本経済学会）会長（1992年3月まで）

## 研究書
1973年10月 『一般均衡と価格』、創文社
1991年11月 『国民経済計算』、創文社

## 研究分野
一般均衡理論モデルに計量経済学的な個別主体均衡のモデルを組み込んで、日本経済の実証分析を行った。著書『一般均衡と価格』で、1974年に日経・経済図書文化賞を受賞した。